# Форбант (сын Лапифа)
Форбант (др.-греч. Φόρβας) — персонаж древнегреческой мифологии. Сын Лапифа и Орсиномы. Либо из рода Триопа. Перебрался в Олен, где царь Алектор передал ему царскую власть над Элидой. Сыновья Эгей и Актор Жена Гирмина. Отец Авгия (по версии).